# 迅捷弓背蚁另类亚种
迅捷弓背蚁另类亚种是弓背蚁属、迅捷弓背蚁的一个亚种，由弗雷尔于1911年描述。

## 分布
该物种仅发现于东南亚的印度尼西亚和马来西亚，包括苏门答腊岛和婆罗洲，模式产地为印度尼西亚。

## 描述

### 大型工蚁
下颌有大量斑点，两边各有八颗锯齿，比典型的指名亚种和显著亚种更窄；唇基较宽且更发散，与奥特朗弓背蚁（Camponotus autrani）十分相似；头部后缘的凹部较圆润；柄节（触角第一节最长的那条）较短，仅超过后边缘的四分之一。
头部和胸部紧密连接，腹部反光感强烈；体表有黄色的毛发，脸部和头部前方的较短；除了黄色的毛发外，体表还有红色的鬃毛。腹部的红色鬃毛硬直且厚实，胸部则欠缺；柄节无毛；跗节上有一排倒刺。